# 新疆生产建设兵团第一师十一团
新疆生产建设兵团第一师十一团是中华人民共和国新疆生产建设兵团第一师下辖的一个团，与新疆维吾尔自治区阿拉尔市花桥镇实行“团镇合一”的管理体制。

## 行政区划
新疆生产建设兵团第一师十一团下辖以下单位：
昆岗社区、花桥社区、一连、二连、三连、四连、五连、六连、七连、八连、九连、十连、十一连、十三连、十四连和十五连。